# Phanoderma speculum
Phanoderma speculum is een rondwormensoort uit de familie van de Phanodermatidae. De wetenschappelijke naam van de soort is voor het eerst geldig gepubliceerd in 1955 door Schuurmans Stekhoven & Mawson.